# شرکت گیگااسپیس
شرکت گیگااسپیس یک شرکت نرم‌افزاری خصوصی در اسرائیل است؛ که در سال ۲۰۰۰ تأسیس گردیده‌است. دفتر مرکزی آن در شهر نیویورک و سایر دفاتر در اروپا و آسیا واقع شده‌است.

## تاریخچه
گیگا اسپیس در سال ۲۰۰۰ توسط Nati Shalom, تأسیس گردید. مدیر ارشد فنی شرکت، و یکی از اعضای مؤسس کنسرسیوم GRID (رایانش مشبک) می‌باشد. سازمان غیرانتفاعی اسرائیلی بر روی (رایانش مشبک)، (مجازی سازی)و (محاسبات ابری)متمرکز گردیده‌است.
تمرکز شرکت گیگا اسپیس در ابتدا بر روی محصولاتی بود که از محاسبات توزیع شده برای پردازش تراکنش‌های سنگین استفاده می‌کرد،و در فوریه ۲۰۱۲، یک سرویس متن باز PASS (بستر به عنوان سرویس) به نام Cloudify, براساس تکنولوژی محاسبات ابری به‌طور عمومی در دسترس قرار گرفت.

## محصولات و فن آوری
در بدو تأسیس، گیگا اسپیس بر روی پلتفرم‌های کاربردی در محیط‌های جاوا و دات نت بر پایه الگو معماری نرم افزار "معماری فضا پایه"  متمرکز شده بود، که مفاهیم آن از خصوصیات  jini و javaspaces  گرفته شده بود، جهت فراهم نمودن مقیاس پذیری خطی برای برنامه‌های کاربردی با عملکرد بالا، با استفاده از پارامتر فضای چندتایی.

### XAP

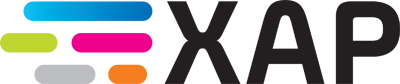
Logo for XAP

پلتفرم نهایی برنامه کاربری گیگااسپیس (XAP)، گریدهای درون حافظه ای توزیع شده می‌باشد  که برای پردازش تراکنش‌های با کارایی بالا و تاخیر کم و همچنین آنالیزهای زمان واقعی مناسب بوده و استفاده می‌شود. عملکرد XAP با به حداکثر رساندن استفاده از RAM و هارد SSD به عنوان حافظه اصلی به دست می آید.به‌طور معمول برای سرعت بخشیدن به عملکرد پایگاه داده موجود و مقیاس پذیری مورد استفاده قرار می‌گیرد و شامل هماهنگ سازی داخلی با RDBMS مانند MySQL و همچنین پایگاه‌های جدید مانند MongoDB، Cassandra و غیره است.XAP برای سرویس دهی به عنوان سیستم رکورد برای نگهداری داده‌ها طراحی شده‌است.بنابراین، از تمامی قابلیت‌های دیتابیس‌ها مانند کوئری‌های پیچیده، پشتیبانی تراکنش‌ها و غیره پشتیبانی می‌کند. در  میان ویژگی‌های اصلی که  پشتیبانی می‌شوند در یک بازه وسیع مدل داده از یک api ساده کلید و مقدار شروع  و تا  توابع پیشرفته ، گراف‌های شی گرا و SQL پشتیبانی می‌شود.
- XAP پشتیبانی از هاردهای SSD

حافظه فلش یک دستگاه با سرعت ذخیره‌سازی بالا می‌باشد . XAP برای دستیابی به سرعت و هزینه مورد نیاز از ترکیب حافظه RAM و فلش استفاده می‌کند.فلش‌های شناخته شده XAP به نام MemoryXtend شناخته می‌شوند و برای تعداد ماشین مشخص نسبت به حافظه رم 50 برابر ظرفیت بیشتری دارند.
- مقایسه XAP با ذخیره‌سازی ساده مانند ممکشد

ممکشد به عنوان حافظه جانبی در بیشتر سناریوها برای خواندن استفاده می‌شود و به عنوان مثال  پشتیبانی از پرسوجوهای خیلی محدود ، دسترسی بالا ، پشتیبانی تراکنش‌ها و غیرهرا فراهم می نماید. XAP برای سرعت بخشیدن به عملیات خواندن و نوشتن استفاده می‌شود و به عنوان مثال مثل سیستم ضبط خدمات می‌دهد. XAP تمامی قابلیت‌هایی که انتظار داریم را شامل پشتیبانی تراکنشهای دیتابیسی را فراهم می نماید.
- مقایسه XAP با NoSQL

بسیاری از راه حل‌های جدید مانند NoSQL به عنوان جایگزین برای پایگاه داده سنتی مانند سیستم‌های مدیریت دیتابیس رابطه ای (RDBMS)استفاده می‌شود. پایگاه داده‌های NoSQL ترکیبی از یکپارچگی مشروط و مدل مقیاس پذیری را برای مدیریت مقیاس پذیری و عملکرد خود در نظر می‌گیرند. از سوی دیگر، XAP به گونه ای طراحی شده‌است تا برای رسیدن به مقیاس پذیری و عملکرد پایگاه داده موجود را با منابع داده درون حافظه ای اجرا می‌کند. منابع داده درون حافظه ای دسترسی سریع به بخشی از اطلاعات مورد نیاز را فراهم می نماید. که شامل هماهنگ سازی داخلی هر دو نوع پایگاه داده‌های NoSQL و RDBMS است تا داده‌ها را پس از بازیابی بارگذاری کند و داده‌ها در هنگام بروزرسانی همگام سازی شوند. از دیدگاه معماری، شباهت‌های زیادی بین XAP و دیگر پایگاه داده‌های NoSQL وجود دارد. هر دو از یک مدل مقیاس پذیری برای مقیاس پذیری استفاده می‌کنند. بر خلاف NOSQL، دسترسی به داده‌ها در XAP بسیار پایدار و تراکنشی می‌باشد ، بنابراین می‌تواند به عنوان یک سرویس دهنده سرعت بالا تراکنش‌های  سمت کاربر به دیتابیس‌های NoSQL سمت سرور ارائه نماید.